# Cryptophleps rivularis
Cryptophleps rivularis är en tvåvingeart som beskrevs av Daniel J. Bickel 2006. Cryptophleps rivularis ingår i släktet Cryptophleps och familjen styltflugor.
Artens utbredningsområde är Nya Kaledonien. Inga underarter finns listade i Catalogue of Life.